# Evita Muñoz
Evita Muñoz, pseud. Chachita (ur. 26 listopada 1936, zm. 23 sierpnia 2016) – meksykańska aktorka filmowa i telewizyjna.

## Filmografia
- 2012: Qué bonito amor jako Doña Prudencia
- 2008: Nie igraj z aniołem jako Candelaria
- 1999: Nigdy cię nie zapomnę jako Benita
- 1998: Krople miłości jako Dolores "Lolita" Lomeli de Centella
- 1996: Błogosławione kłamstwo jako Goya

## Nagrody
- 2008: Premios Bravo[3]